# Cossinete

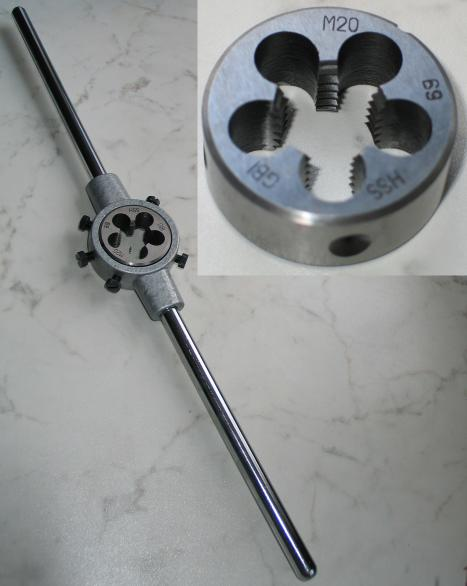

Cossinete(pt-BR) ou Caçonete(pt-PT?), também conhecido por  tarraxa, é uma ferramenta própria para executar o rosqueamento externo (em parafusos por exemplo), manualmente como numa máquina.

## Construção
Os cossinetes de rosca são fabricados inteiros, partidos e de tubos. São ferramentas fabricadas de aço rápido ou de aço de liga temperado e filetado, com a função de gerar roscas externas em eixos, parafusos e tubos para união com porcas, furos roscados e luvas roscadas. Possui um furo central com filetes normalizados e também canais redondos periféricos ao furo roscado que formam as arestas cortantes e servem para alojar os cavacos do material durante a execução da rosca.

## Tipos de Cossinetes
Dependendo da aplicação e do tipo de trabalho a ser realizado, pode-se encontrar vários tipos de cossinetes: redondo aberto, redondo fechado, bipartido e de pente.
Cossinete redondo aberto:
Este cossinete apresenta uma fenda radial chanfrada no sentido longitudinal da espessura do cossinete. Nesta fenda é introduzido um parafuso com ponta cônica, com a função de abrir o diâmetro do cossinete, facilitando o início da rosca em parafusos ou eixos com diâmetros não calibrados.
Cossinete redondo fechado:
Este tipo de cossinete é rígido, isto é, não permite regulagem, possibilitando a execução de roscas normalizadas e calibradas. Exige que os diâmetros do parafuso e do eixo sejam compatíveis com o cossinete, pois do contrário, corre-se o risco de os filetes serem danificados devido ao excesso de material a ser tirado quando o diâmetro do material for maior que o ideal.O cossinete redondo fechado também pode ser com entrada helicoidal (peeling) e sem entrada helicoidal. O cossinete com entrada helicoidal é ideal para roscar aço carbono, pois o cavaco originado no processo geralmente é longo; assim, o cossinete desloca o cavaco da região de corte, evitando o engripamento por acúmulo de material nos canais periféricos.O cossinete sem entrada helicoidal é usado para roscar materiais que originam cavacos curtos e quebradiços.
Cossinete bipartido:
O cossinete bipartido é constituído de duas placas de aço temperado, com formato retangular, tendo apenas duas arestas cortantes. Esse cossinete também possui canais de saída por onde são eliminados os cavacos produzidos durante a confecção da rosca.
Cossinete de pente:  Constitui-se numa caixa circular, em cujo interior se encontram quatro ranhuras. Nessas ranhuras, são colocados quatro pentes filetados, os quais, por meio de um anel de ranhuras inclinadas, abrem os filetes da rosca na peça, tanto no sentido radial como no sentido tangencial.
As partes cortantes são de arestas chanfradas junto ao início, para auxiliar a entrada da rosca. Alguns espaçadores reguláveis separam os pentes entre si e mantêm centralizada a peça que está sendo roscada.

## Exemplo de trabalho
O  rosqueamento externo manual, consiste em abrir rosca na superfície externa de peças cilíndricas com o uso de uma ferramenta chamada de cossinete, por meio de um movimento circular alternativo. Essa operação consiste nas seguintes etapas:
1. Preparação do material: deve-se conferir o diâmetro do material a ser roscado. O diâmetro ideal para essa operação é obtido aplicando-se a fórmula :  Diâmetro ideal do eixo = d - Passo/5  Para facilitar o início da operação, a ponta da peça cilíndrica deve ser chanfrada.
2. Marcação do compromisso da rosca.
3. Seleção do cossinete considerando o diâmetro do material e o passo (ou número de filetes) da rosca.
4. Seleção do porta-cossinete, considerando o diâmetro externo do cossinete.
5. Montagem do cossinete de modo que:    * sua abertura coincida com o parafuso de regulagem.   * as perfurações de sua parte externa coincidam com os parafusos de fixação do porta-cossinete.
6. Fixação de peça usando um mordente em forma de V para evitar que a peça gire.
7. Abertura da rosca: iniciar a rosca girando o cossinete no sentido horário, fazendo pressão. Após a abertura de dois ou três filetes, continuar com movimentos alternativos : a cada meia-volta, voltar no sentido anti-horário para a quebra do cavaco. Para facilitar a operação, deve-se aplicar fluido de corte.
8. Verificação da rosca com um calibrador de rosca. Para isso, retira-se o cossinete, girando-o no sentido anti-horário. Em seguida, limpa-se a rosca com um pincel para retirar os cavacos e o fluido de corte. Verificamos se o calibre entra sem o forçar caso este ainda apertado voltar a passar o cossinete.